# Hans Mocznay
Hans Mocznay (* 23. Juli 1906 in Berlin; † 26. September 1996 ebenda) war ein deutscher Maler und Plastiker.

## Leben

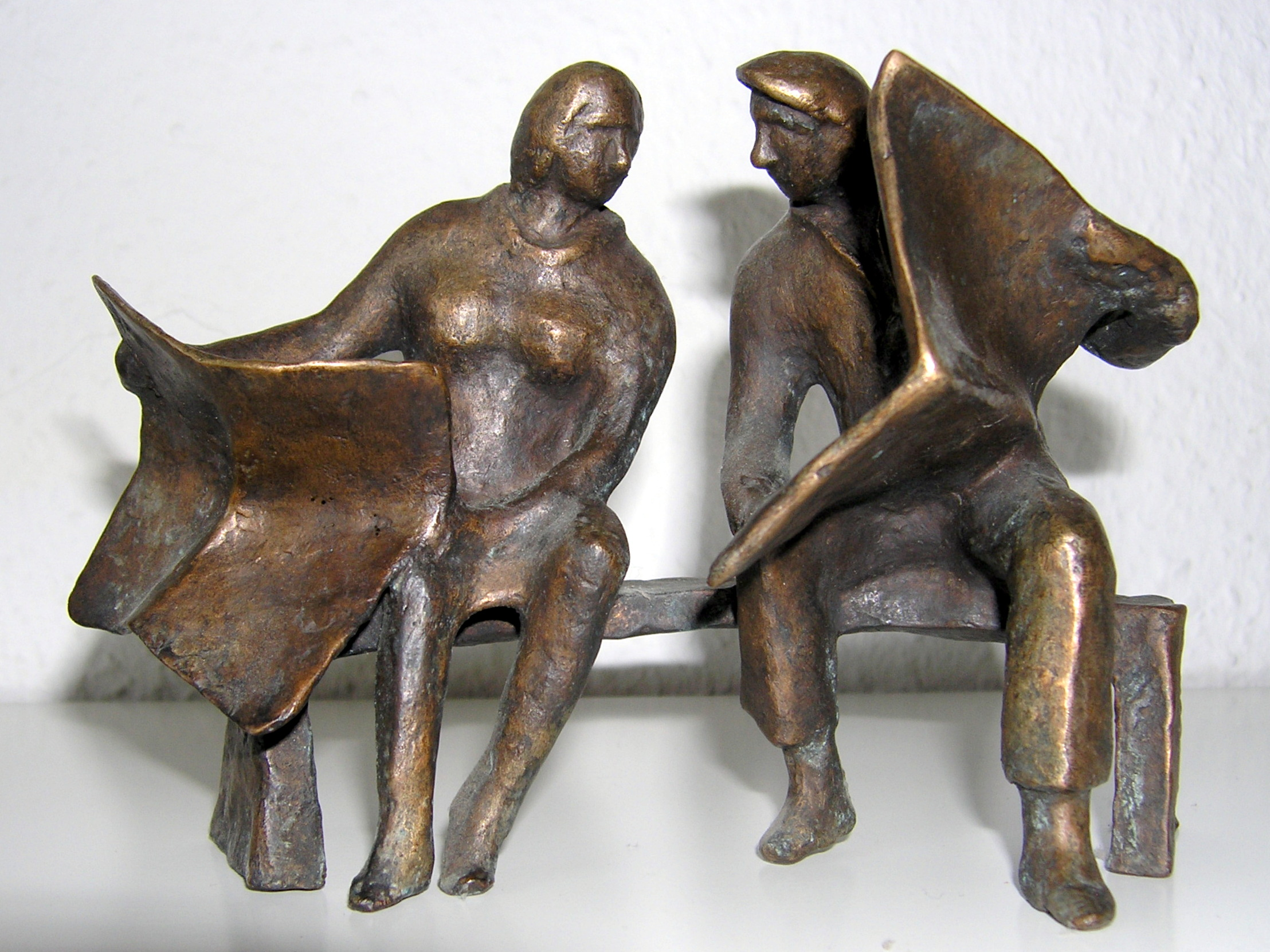
Zeitungsleser (Bronze)

Mocznay wuchs in Bentschen (heute polnisch Zbąszyń) auf. Er absolvierte zunächst eine Lehre als Glaser und Glasmaler. Von 1925 bis 1930 besuchte er die Berliner Kunstgewerbeschule bei Moriz Melzer, Heinrich Günther-Gera und war von 1930 bis 1931 Schüler der Kunstschule von Johannes Itten. In den Jahren 1931 bis 1939 war er als freischaffender Künstler tätig und widmete sich insbesondere in der Glasfenstergestaltung. Nach Ende des Zweiten Weltkriegs betrieb er von 1945 bis 1948 eine eigene Werkstatt für Kunsthandwerk, arbeitete von 1949 bis 1951 als Zeichenlehrer in Ost-Berlin, wirkte in den Jahren 1952 bis 1956 wieder als freischaffender Maler und Plastiker und von 1956 bis 1966 als Gemälderestaurator im Museum für Deutsche Geschichte. Zwischen 1974 und 1986 schuf er unter anderem 40 Figuren zur Urgeschichte sowie 140 Plastiken zum Bauernkrieg für Ausstellungen des Museums für Deutsche Geschichte, welches anlässlich Mocznays 70. Geburtstags 1976 eine Werkausstellung veranstaltete. Zahlreiche seiner Arbeiten befinden sich heute in den Beständen des Deutschen Historischen Museums, insbesondere Skulpturen und Historien-Gemälde. Einige seiner Werke zeigen Karl Marx und Friedrich Engels oder Karl Liebknecht auf Kundgebungen. Trotz allmählicher Erblindung blieb er bis zu seinem Tod freischaffend tätig.

## Werke (Auswahl)
Sein Gemälde Das Hambacher Fest am 27. Mai 1832 diente als Vorlage für eine Sonderbriefmarke zum 175. Jubiläum des Hambacher Festes sowie als Coverbild für das von Hans Henning Hahn und Robert Traba herausgegebene Buch 20 Deutsch-Polnische Erinnerungsorte.
- 1953: Eine Freundschaft fürs Leben oder Karl Marx und Friedrich Engels schließen Freundschaft[7]
- 1960 oder 1961: Karl Marx im Gespräch mit französischen Arbeitern 1844
- 1961: Karl Marx bei seiner Rede auf dem II. Kongress der Kommunistischen Liga in London, 1847[8]
- 1977: Das Hambacher Fest am 27. Mai 1832, Öl auf Holz
- Karl Liebknecht am 1. Mai 1916 auf dem Potsdamer Platz in Berlin[9]